# Hydrophis coggeri
Hydrophis coggeri är en ormart som beskrevs av Kharin 1984. Hydrophis coggeri ingår i släktet Hydrophis och familjen giftsnokar och underfamiljen havsormar. Inga underarter finns listade i Catalogue of Life.
Denna orm förekommer i havet från Sulawesi över Nya Guinea och Salomonöarna till Fiji. Kanske når den även Filippinerna och norra Australien. Hydrophis coggeri kan dyka till 45 meters djup. Habitatet utgörs av korallrev och av områden med sjögräs. Denna havsorm äter främst ålar. Honor lägger inga ägg utan föder levande ungar. En upphittad hona var dräktig med tre ungar.
Beståndet påverkas negativ när korallrev försvinner. Hydrophis coggeri har fortfarande ett stort utbredningsområde. IUCN kategoriserar arten globalt som livskraftig.